# JRゲートタワー
JRゲートタワー（ジェイアールゲートタワー）は、愛知県名古屋市中村区名駅にある超高層ビルである。高さは約220mで中部地方で4番目に高い超高層ビル。

## 概要
東海旅客鉄道（JR東海）が2008年に発表した名古屋ターミナルビルの再開発計画「JRゲートタワー建設事業」に基づいた建造物で、建設は北隣の名古屋中央郵便局名古屋駅前分室跡地の再開発事業「JPタワー名古屋建設事業」によって完成した「JPタワー名古屋」と同時期に進行した。オフィス部分が2016年11月7日に先行開業し、商業施設（一部除く）・ホテルは2017年4月17日にオープンした。
当初の計画では、高層棟は地上55階・地下5階・高さ約260m、低層棟は地上16階・地下5階・高さ約80mで延面積は約28万m2を予定していたが、2010年にオフィス需要等を再検証した結果、高層棟は地上46階・地下6階・高さ約220m、低層棟は地上18階・地下6階・高さ約90mで延面積は約26万m2に計画を変更した。
地上46階、地下6階、高さ約220mの超高層ビルであり、地上15階までの低層階（商業施設部分）がJRセントラルタワーズ（ジェイアール名古屋タカシマヤ）と接続される以外に、地上2階の歩行者用通路ではJPタワーからセントラルタワーズまでが一続きになり、名古屋駅（ペデストリアンデッキ部）からJPタワーのオフィスエントランスへのアクセスを確保した形となる。
従来2層に渡っていたバスターミナルは1階に集約され、新たに「名古屋駅バスターミナル」となった。当ビルの工期中、各バスのりばは周辺の大通りに分散させており、これに伴って歩道を拡幅し道路上に臨時バス停を設けるなどの改修が行われた。また、高速バスなどの長距離路線は名古屋駅西側の太閤通口に全面移転させた上で、新たに同路線向けの仮設施設を建設して運用している。
地階は6階層（基礎底：GL（地盤面）-35.2m）まで建設されているが、地下5・6階を開業予定のリニア中央新幹線名古屋駅の一部として利用する。その他は機械室や集荷施設以外に使用用途を明らかにしていない。なお、地下1階で接続する地下街は2015年7月に「テルミナ」から「ゲートウォーク」に名称を変更している。
2018年度には隣接するJPタワー名古屋とともに、日本建設業連合会が主催する第59回BCS賞を受賞した。

## 建物概要
以下は「大深度地下構造を有する超高層ビルの設計と施工」等による。
- 建物名称：JRゲートタワー
- 建物用途：オフィス・商業施設・ホテル・バスターミナル・駐車場・駅施設
- デザインアーキテクト：Kohn Pedersen Fox Associates PC
- 実施設計：名古屋駅新ビル（仮称）実施設計共同企業体（大成建設・日建設計・ジェイアール東海コンサルタンツ）
- 施工：名古屋駅新ビル（仮称）新設他工事共同企業体（大成建設・鹿島建設）
- 基礎構造：パイルド・ラフト基礎[注 4]（場所打ち鉄筋コンクリート杭地業、場所打ち鉄筋コンクリート地中壁地業）
- 上部構造：S造（柱一部CFT造）、座屈拘束ブレース付ラーメン構造
- 下部構造：SRC造、RC造（一部S造）、耐震壁付ラーメン構造
- 制振部材：オイルダンパー、同調粘性マスダンパー
- 階数：地上46階、地下6階（高層棟）、地上18階、地下6階（低層棟）
- 建物高さ：220m
- 基礎深さ：基礎底 GL（地盤面）-35.2m（直接基礎）、杭先端 GL-76.0m（場所打ちコンクリート杭及び地中壁）
- 敷地面積：11,695.14m2[4]
- 建築面積：10,492.78m2[4]
- 延床面積：265,575.95m2[4]
- エレベーター：61台（商業部分24台、オフィス部分15台、ビル共用部19台、駐車場用1台、荷物用2台）[5]
- エスカレーター：85台（ペデストリアンデッキ3台、ビル共用（都市貢献）12台、商業部分68台、オフィス部分2台）[5]

## テナント

### 主なテナント構成
地下1階～8階部分には、セントラルタワーズへ入居しているジェイアール名古屋タカシマヤの増床店舗「タカシマヤ ゲートタワーモール」が出店している。タカシマヤ ゲートタワーモールは百貨店というより若者向けのアパレルやカフェなどを中心としたファッションビルのようなテナント構成の専門店街である。9・10階にはビックカメラ、11階にユニクロとジーユーが揃って出店。12・13階はJRセントラルタワーと連続する形で、37の飲食店で構成される「ゲートタワープラザ レストラン街」、15階をJRセントラルタワーズと接続されるスカイストリート、オフィスエントランス、ホテルフロント及びホテルレストラン、18～24階をジェイアール東海ホテルズ系列のホテル「名古屋JRゲートタワーホテル」、26～44階はオフィスフロアとした。

### 写真集

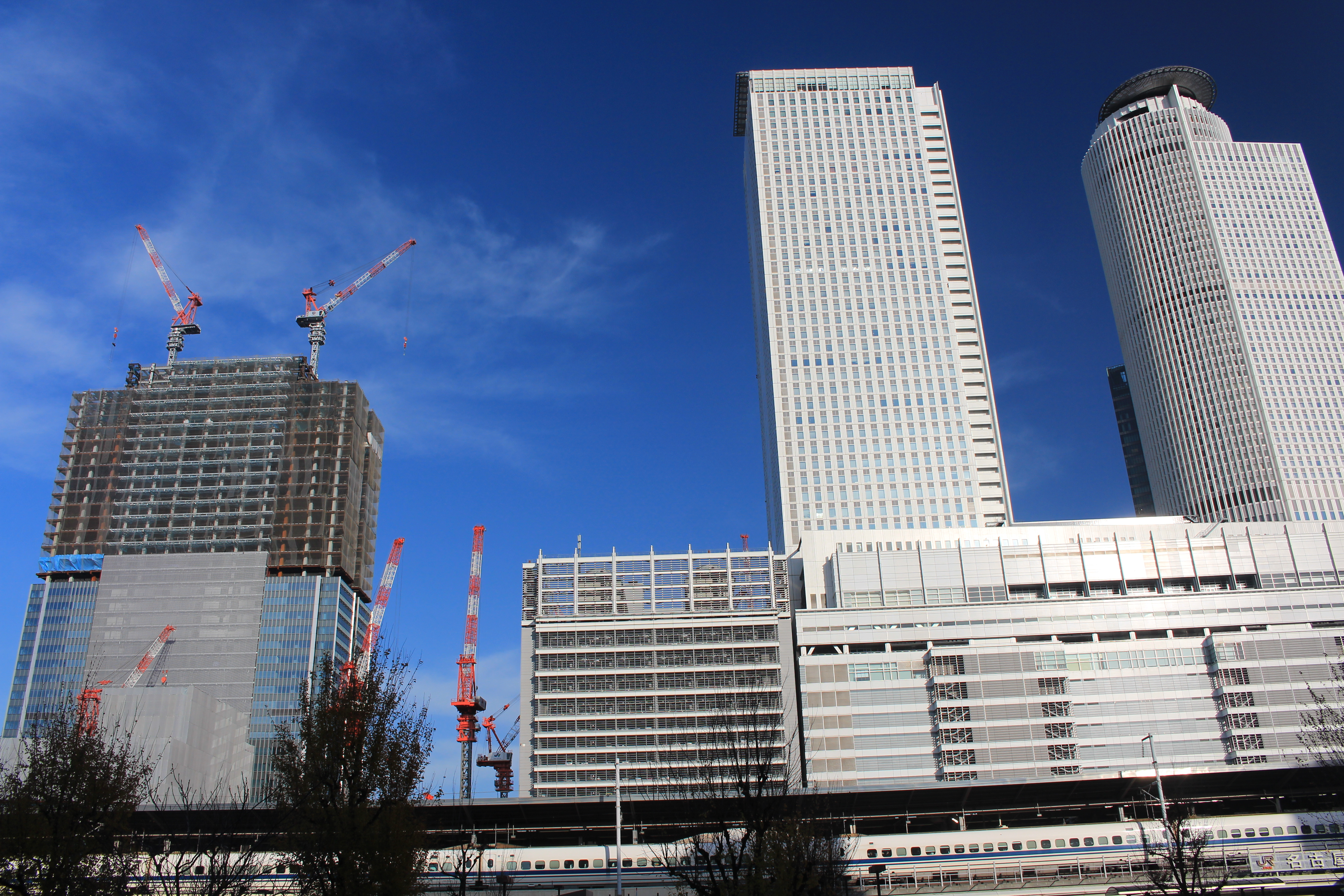
名駅西口から望む建設中のJPタワー名古屋、着工を開始したJRゲートタワー、JRセントラルタワーズ （2014年12月10日）
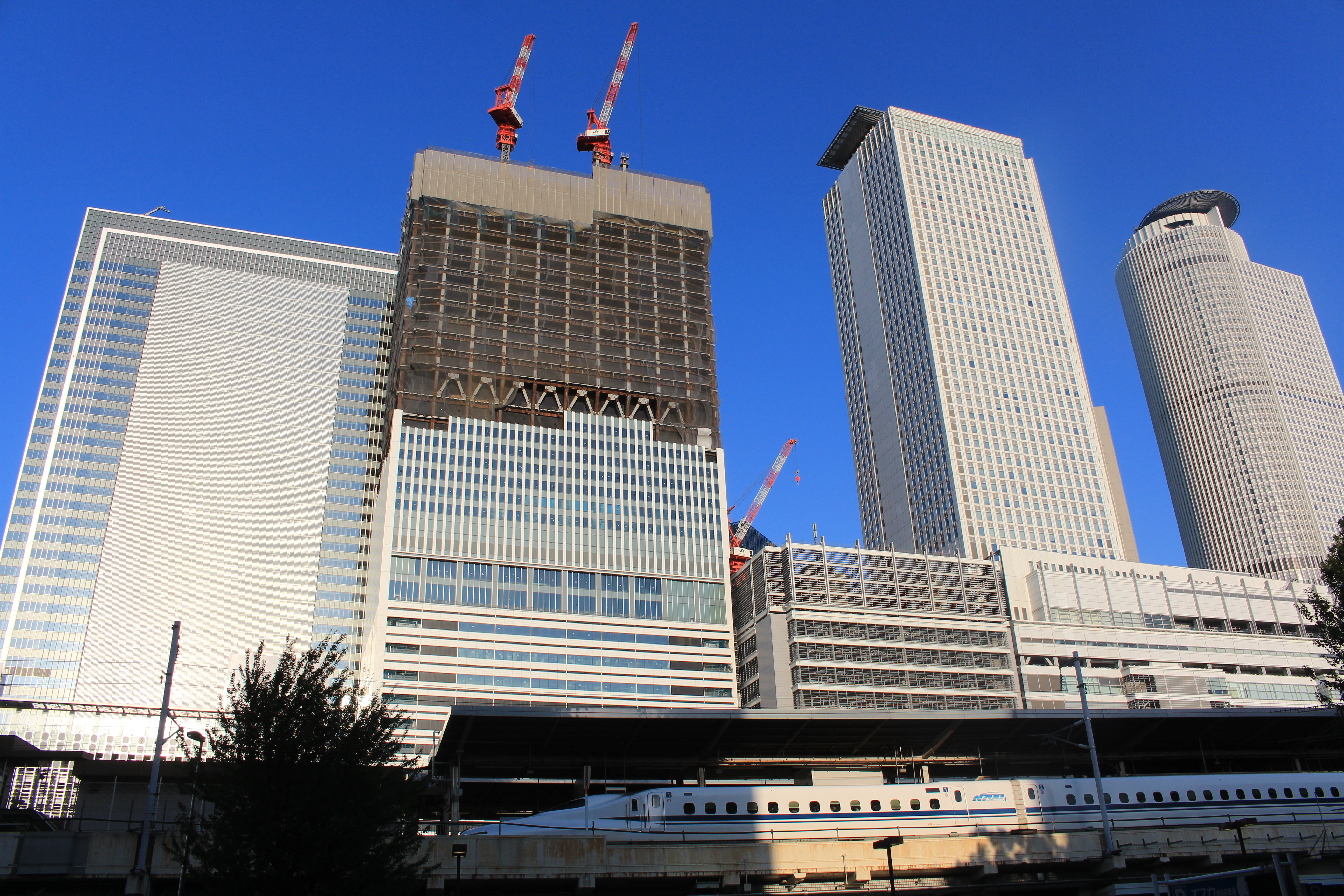
名駅西口から望む開業準備中のJPタワー名古屋、建設中のJRゲートタワー、JRセントラルタワーズ （2015年10月8日）
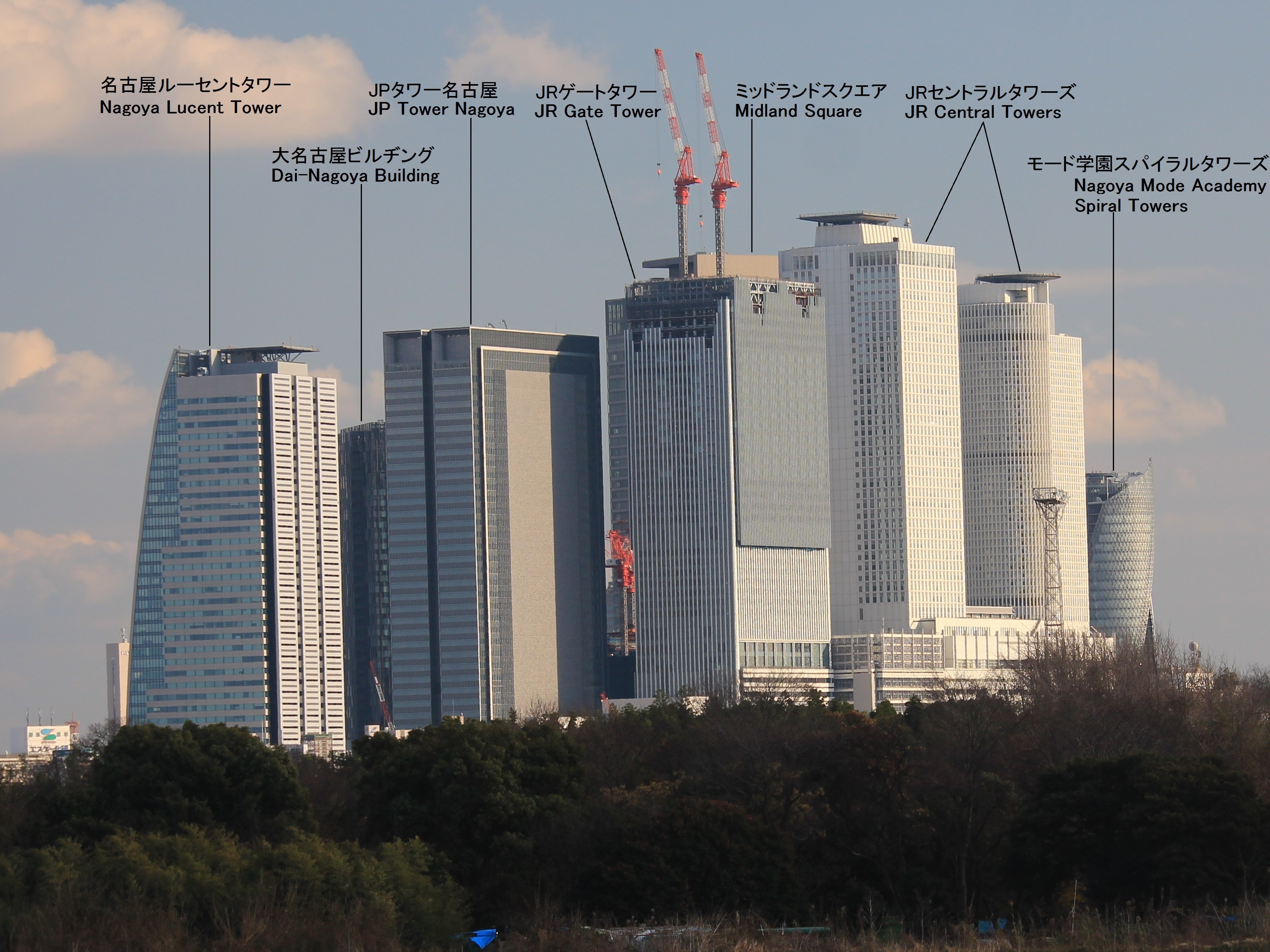
北西側から望む建設中のJRゲートタワー 左にJPタワー名古屋、右にJRセントラルタワーズ （2016年1月11日）

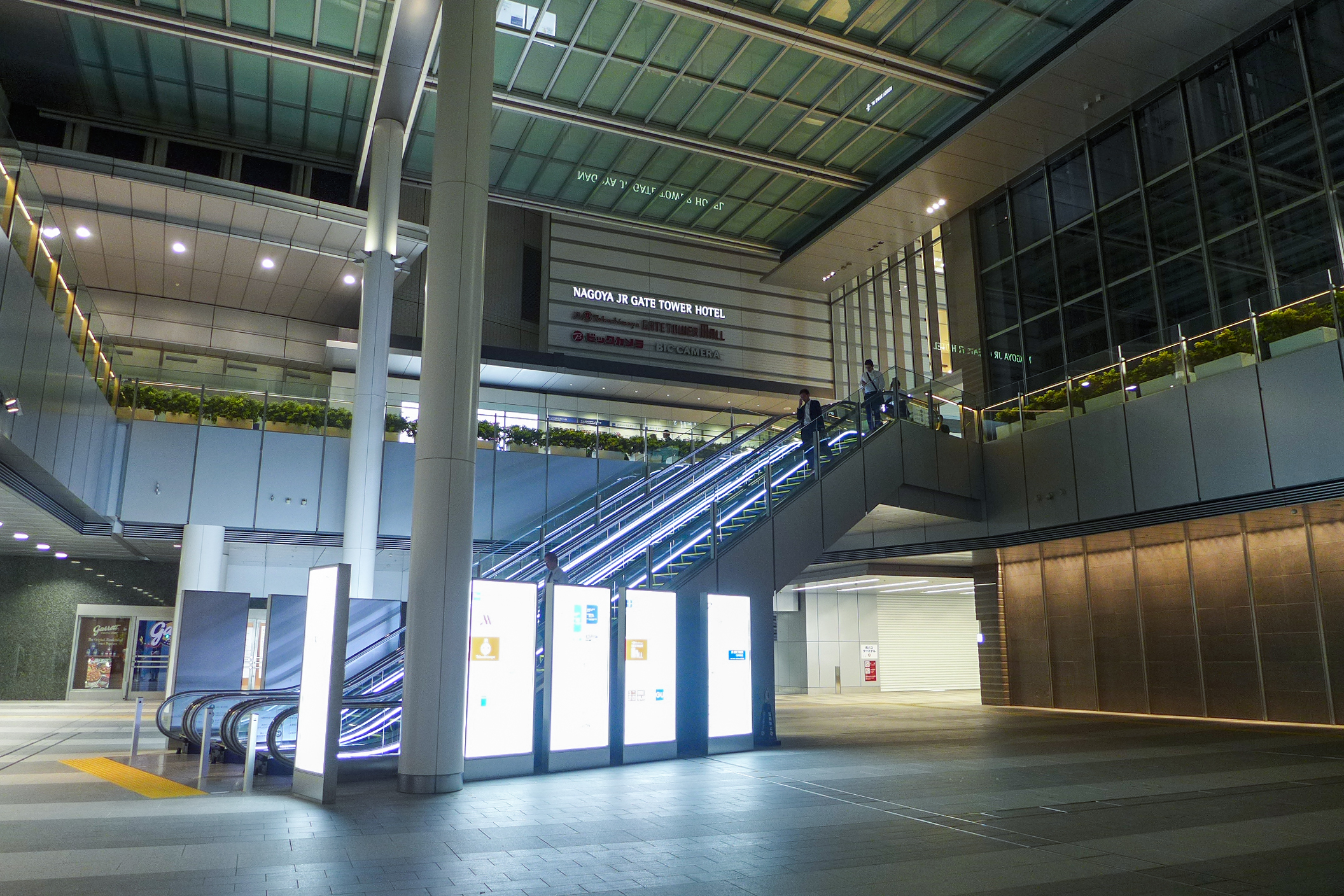
エントランス
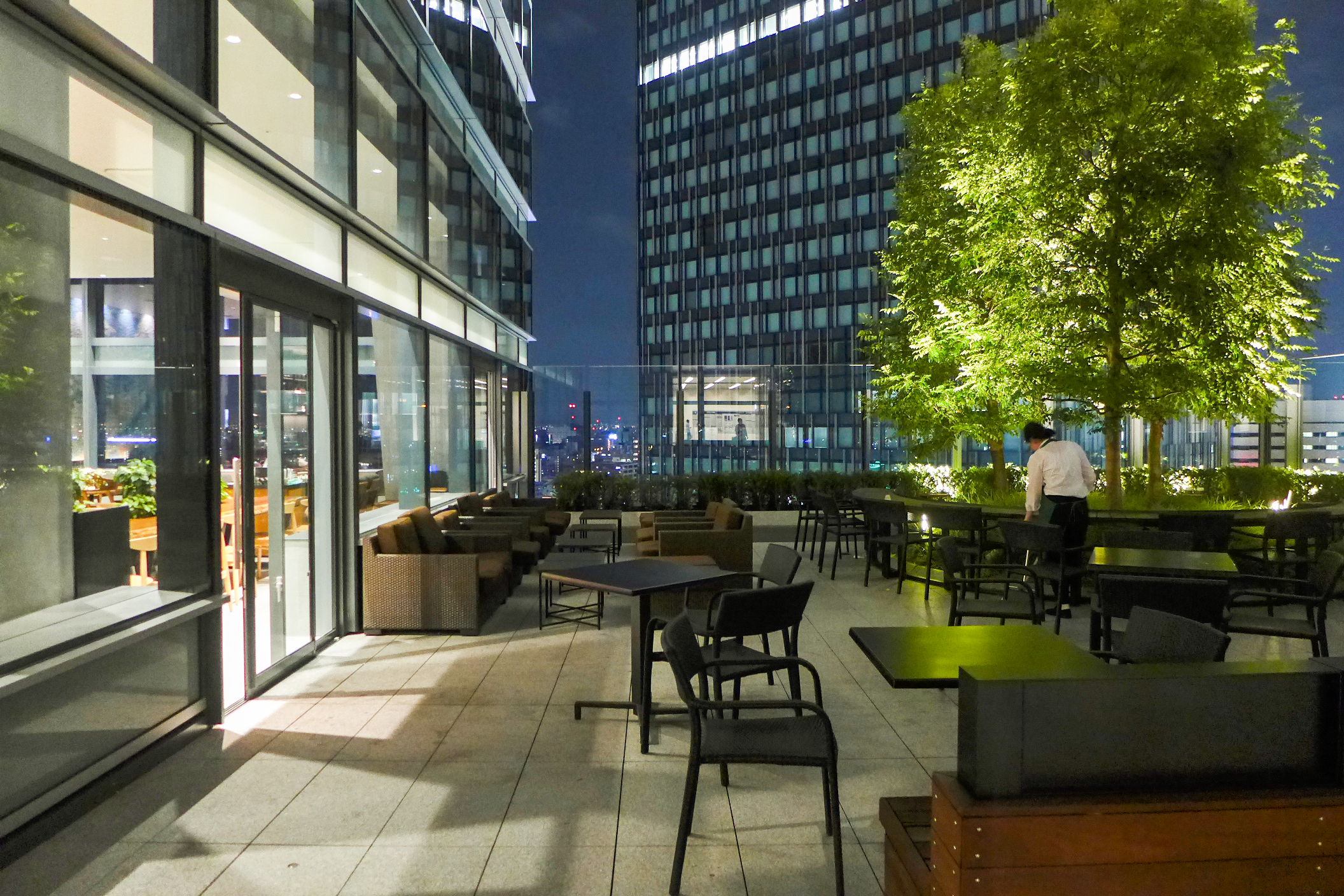
15階 「日本一高い場所にあるスターバックス」
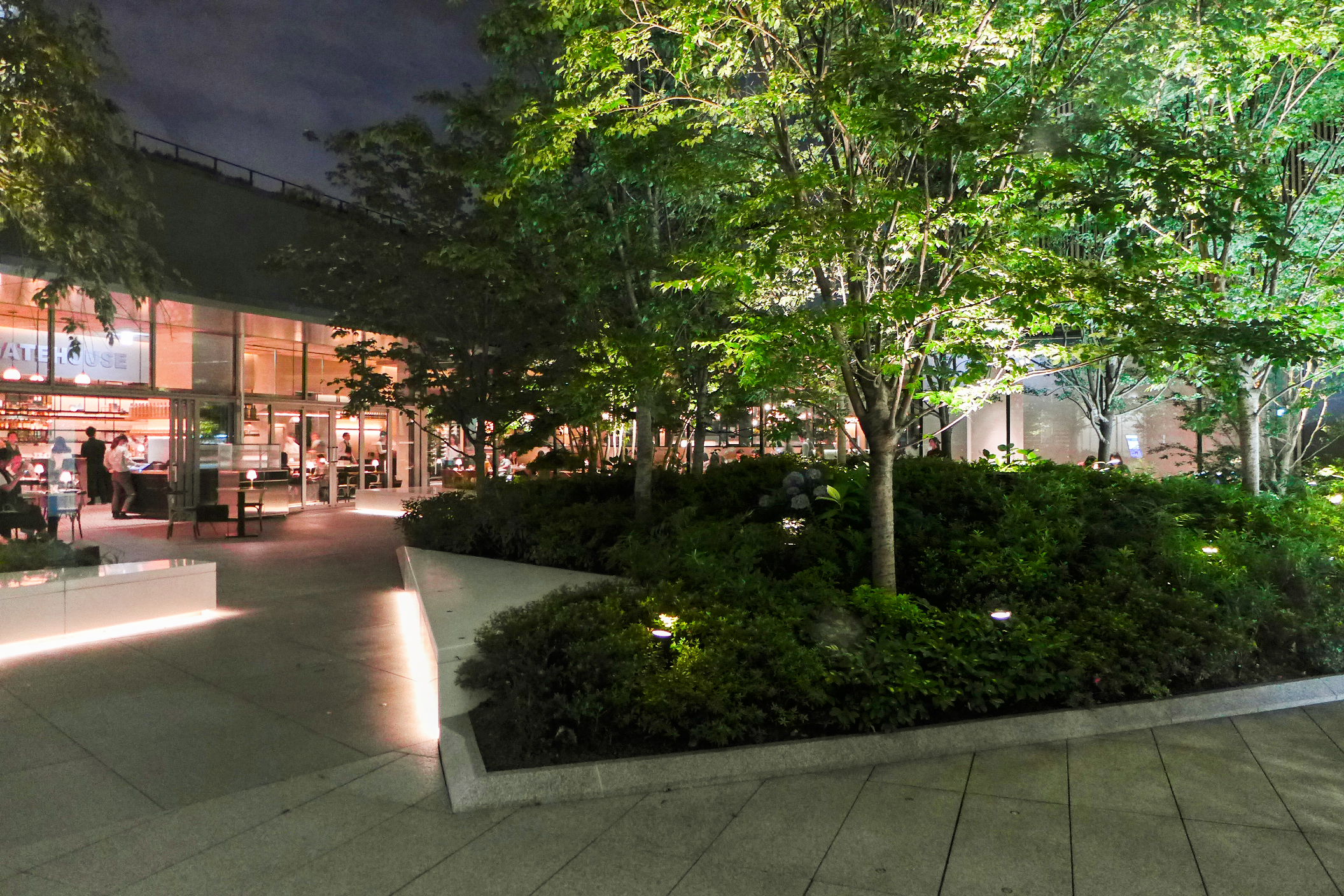
15階 屋上庭園
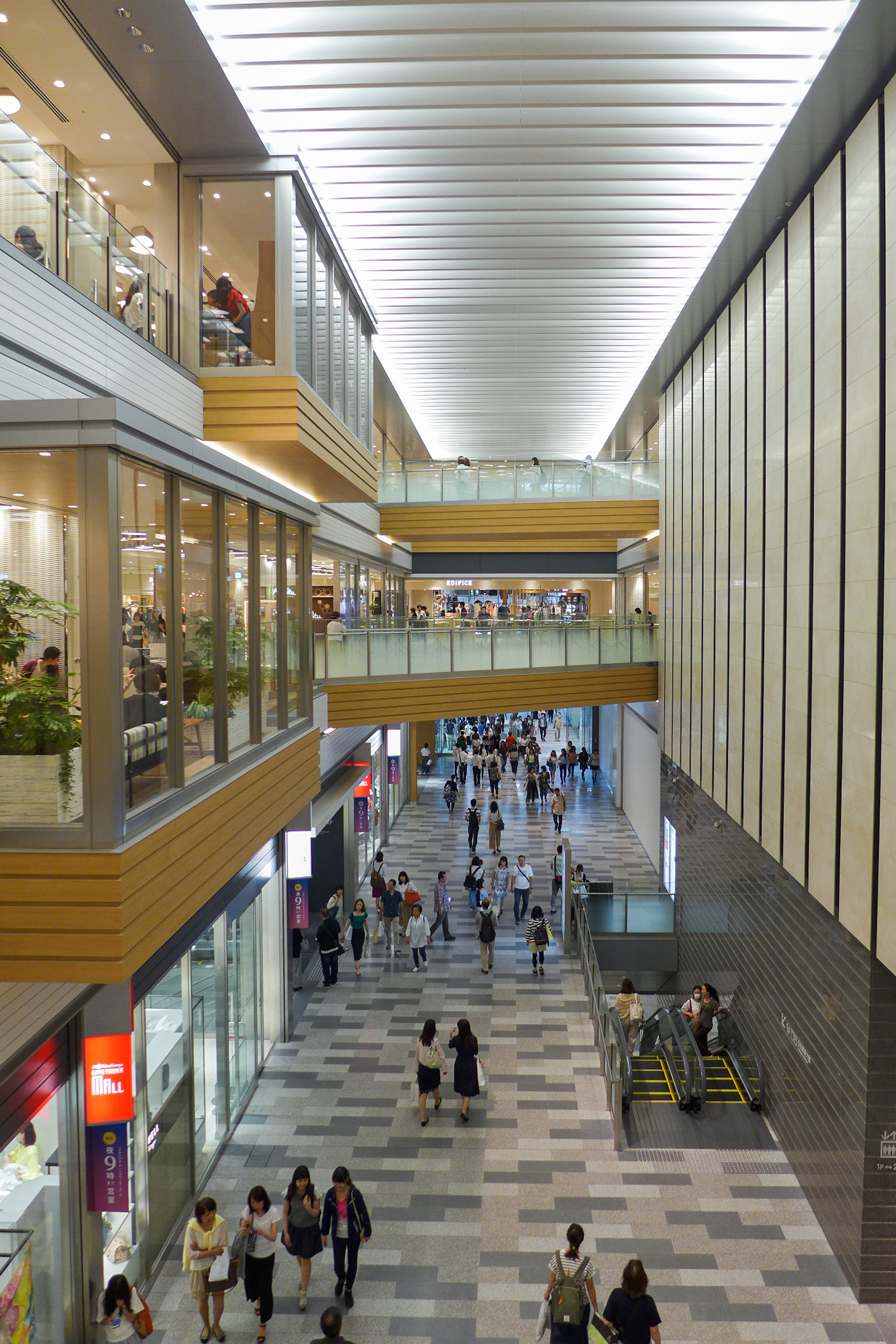
屋内
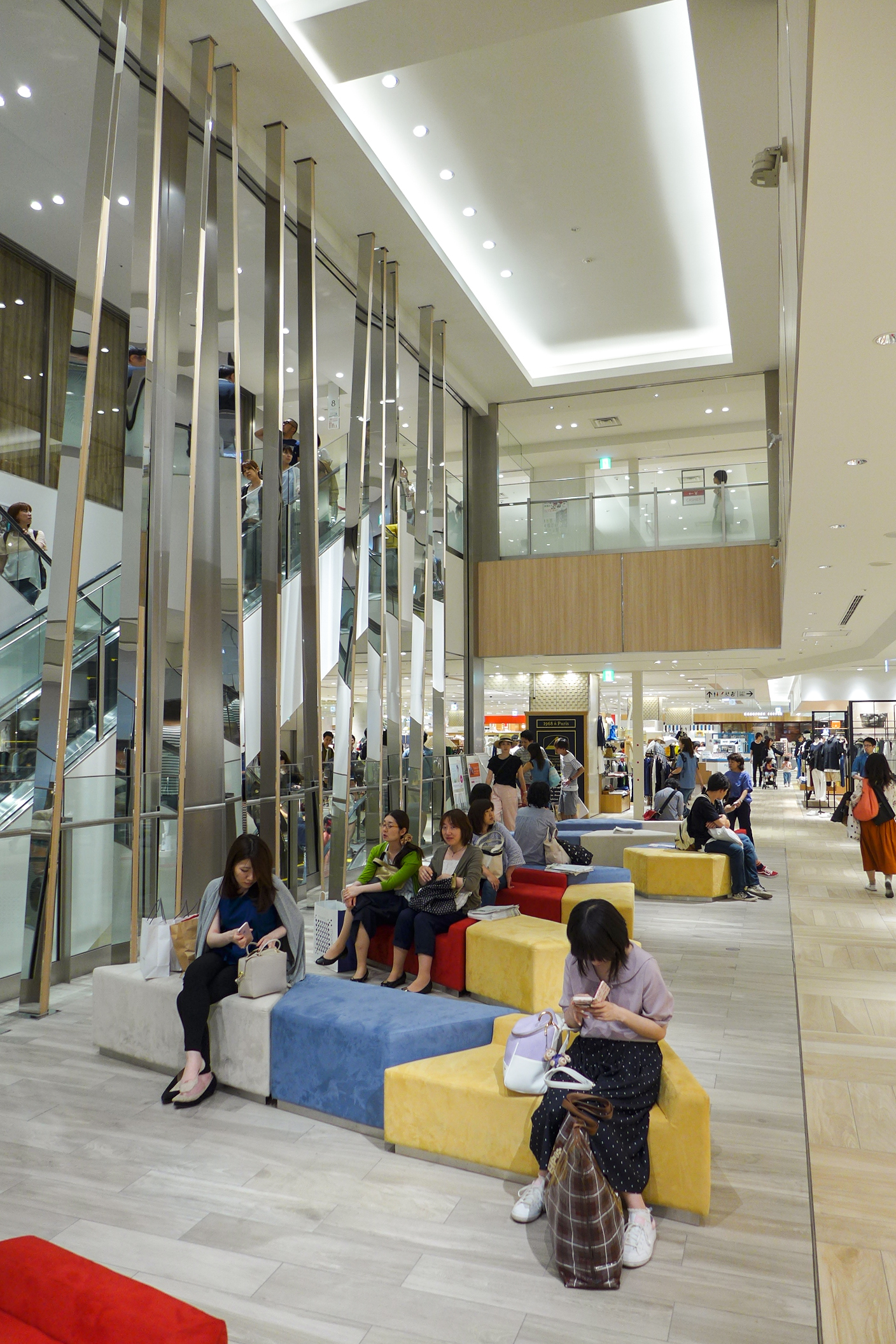
屋内
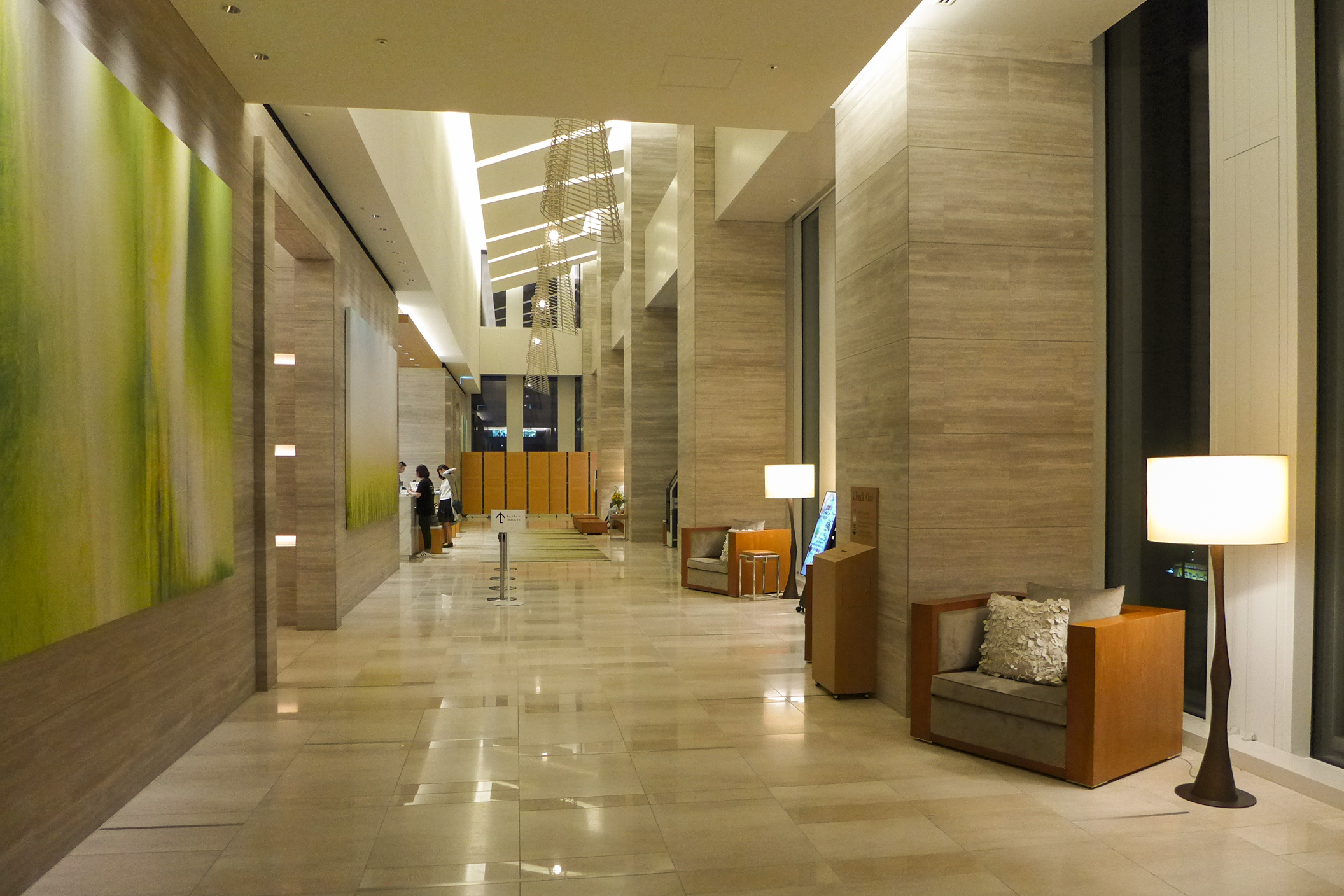
名古屋JRゲートタワーホテル

### 主なオフィステナント
- グロービス経営大学院大学（27階）
- みずほ銀行名古屋駅前支店・名駅支店・岡崎支店（28階）、名古屋駅前支店JRゲートタワー名古屋駅出張所（1階）
- みずほ信託銀行名古屋駅前支店（28階）
- みずほ証券名古屋駅前支店（28階）
- SMBC日興証券名古屋駅前支店（29階）
- りそな銀行名古屋駅前支店（29階）
- 西濃運輸名駅営業所（15階）

## 沿革

### 年表
- 2008年（平成20年）12月22日 - 名古屋駅前の名古屋ターミナルビル敷地とその隣接地区（名古屋市中村区名駅一丁目1番）における「まちづくり基本構想」を発表[7]。
- 2009年（平成21年）01月26日 - 名古屋市環境影響評価条例に基づき、環境影響評価方法書を提出[12]。
- 2010年（平成22年）02月10日 - JR東海は名古屋駅周辺のオフィス需要等を再検証した結果、名古屋ターミナルビル建替計画を一部見直しして、当初予定していた地上55階建・高さ260m・延床面積28万m2から規模を縮小し地上46階建・高さ220m・延床面積26万m2に変更すると発表[13]。
- 2012年（平成24年） - 夏まで名古屋ターミナルビルの解体工事を行った。直下の浅い位置に名鉄新名古屋地下トンネルが通っており、このトンネルを保護するため、名古屋ターミナルビル解体工事の終盤からJRゲートタワー基礎工事の間にかけて「名鉄線函体防護工事」と称する防護工事が並行して行われた。構造的にはJRゲートタワーの地下1階から地下3階にかけて名鉄名古屋本線が縦断している[21][17]。
- 2015年（平成27年）12月07日 - 上棟式が行われる[22]。
- 2016年（平成28年）11月07日 - オフィス部分が開業[2][10]。
- 2017年（平成29年）
  - 3月03日 - 15階に入居するスターバックスコーヒーが先行オープン。地上から70mの「日本で一番高いスタバ」とされた[23][24]。
  - 3月30日 - 竣工式が行われる[1][25]。
  - 4月07日 - 商業施設のうち、ビックカメラ・ユニクロ・ジーユー・ゲートタワープラザ レストラン街が先行オープン[26]。
  - 4月17日 - タカシマヤ ゲートタワーモールと名古屋JRゲートタワーホテルがオープン。

### 写真集
- 名駅西口から望む建設中のJPタワー名古屋、着工を開始したJRゲートタワー、JRセントラルタワーズ
（2014年12月10日）
- 名駅西口から望む開業準備中のJPタワー名古屋、建設中のJRゲートタワー、JRセントラルタワーズ
（2015年10月8日）
- 北西側から望む建設中のJRゲートタワー
左にJPタワー名古屋、右にJRセントラルタワーズ
（2016年1月11日）